# Lewis Richardson
Lewis Richardson (Colchester, 4 de junho de 1997) é um pugilista britânico.

## Carreira
Nascido em Colchester, Richardson começou a lutar boxe ainda jovem como forma de se manter em forma enquanto jogava futebol. Depois de vencer o Campeonato Nacional de Meninos Escolares de 2012, ele decidiu se concentrar no boxe.
Em 2018, Richardson foi selecionado para boxear pela Equipe GB. Poucos meses após a seleção, ele sofreu três fraturas por estresse nas costas, o que o deixou fora de ação durante a maior parte do ano. Depois de se recuperar da lesão, ele ganhou medalhas de ouro no Campeonato GB de 2018 e no Evento de Teste Olímpico de 2019, garantindo-lhe uma vaga de reserva para o Evento de Qualificação Olímpica Europeia. Depois que seu companheiro de equipe Sammy Lee foi forçado a se retirar devido a uma lesão, Richardson assumiu seu lugar. Ele venceu sua primeira luta em março de 2020, contra Victor Yoka da França, antes do torneio ser suspenso devido à pandemia de COVID-19. Quando retornou em 2021, Richardson perdeu para o eventual medalhista de prata olímpico Oleksandr Khyzhniak.
Nos Jogos Olímpicos de Verão de 2024, em Paris, conquistou a medalha de bronze na disputa de peso meio-médio.